# Hamburg-Barmbek-Nord
Barmbek-Nord is een oostelijk stadsdeel van Hamburg-Nord, een district van de Duitse stad Hamburg en heeft ongeveer 42.000 inwoners (2017). Tot 1951 vormde het samen met Barmbek-Süd en Dulsberg nog één stadsdeel : Barmbek.

## Geografie
Barmbek-Nord behoort tot het volledig bebouwde gebed dat nog als de binnenstad wordt beschouwd. De bevolkingsdichtheid ( circa 10700 inwoners/km² ) is zeer hoog.
Barmbek-Nord grenst aan de stadsdelen Barmbek-Süd, Winterhude, Ohlsdorf, Steilshoop, Bramsfeld, Wandsbek en Dulsberg.

## Geschiedenis
Tot ver in de 19e eeuw was Barmbek een boerendorp.
Tijdens de tweede wereldoorlog werd Barmbek-Nord grotendeels vernield.

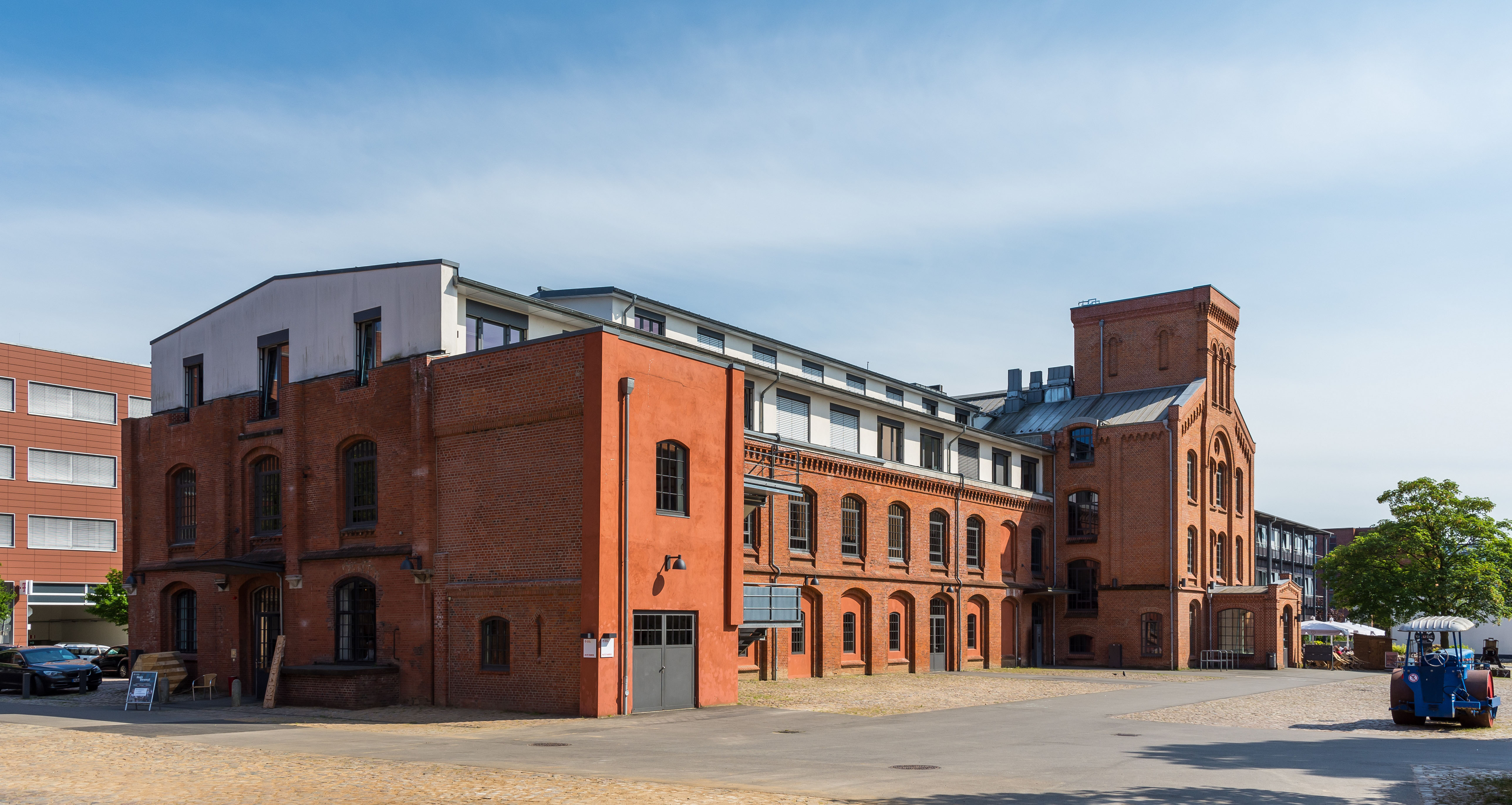
New-York Hamburger Gummi-Waaren Compagnie, nu museum

## Gebouwen

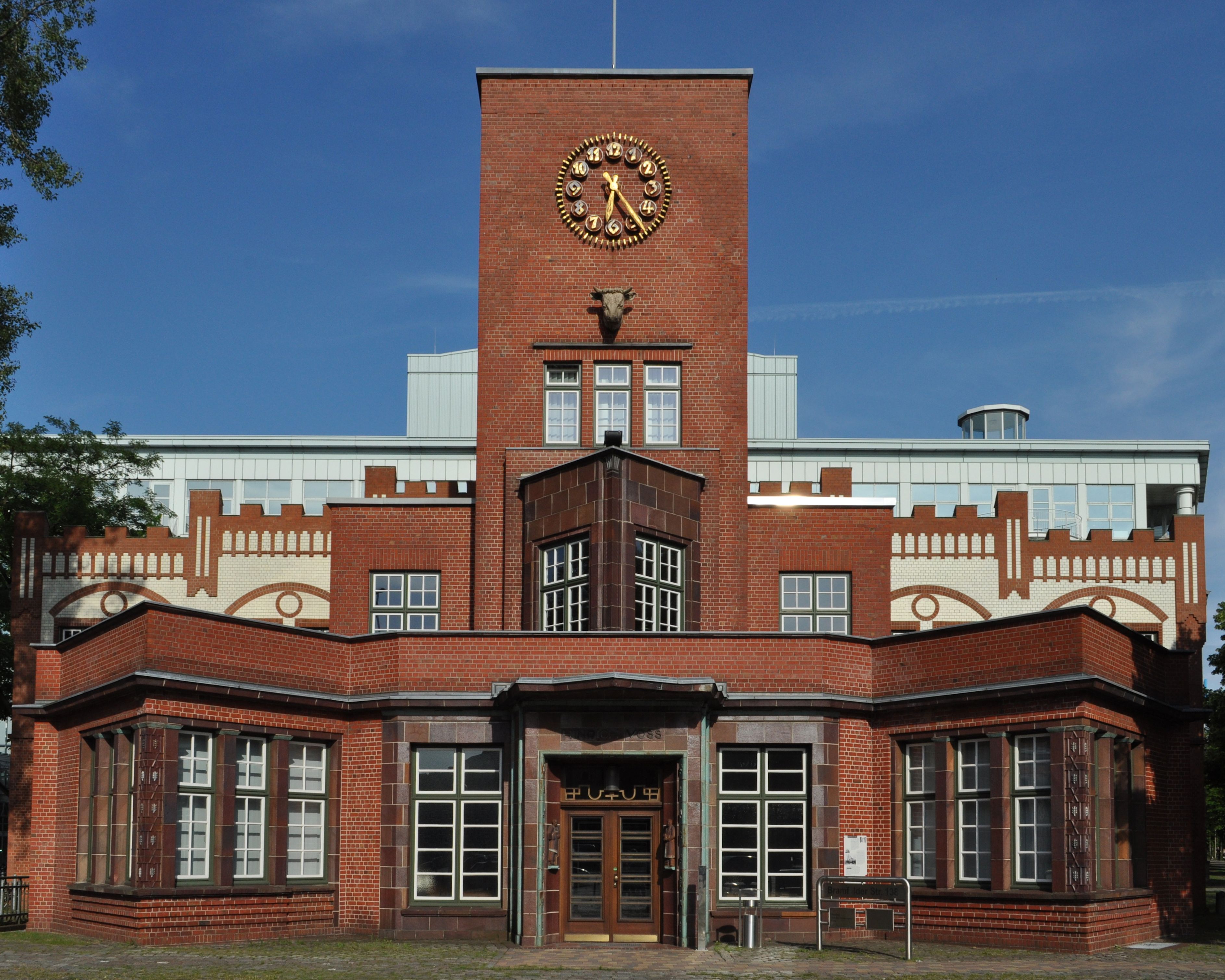
Toegangsgebouw Margarine-Voss, daarachter de hoofdzetel van de Techniker Krankenkasse

Barmbek-Nord heeft hoofdzakelijk baksteenarchitectuur van zeer uiteenlopende stijl en kwaliteit.
- In de gebouwen van de voormalige New-York Hamburger Gummi-Waaren Compagnie werd in 1998 gestart met het Museum der Arbeit.
- Het toegangsgebouw van de voormalige Margarinefabriek Voss.
- Hoofdzetel van de Techniker Krankenkasse.
- Voormalige Watertoren Hamburg-Barmbek thans herbestemd.

## Verkeer
Het openbaar vervoer heeft het Station Hamburg-Barmbek als knooppunt, voor de S-Bahn lijnen S1 en S11 en voor de metro van Hamburg : lijn U3. Verder heeft de S-Bahn nog stations Rübenkamp en Alte Wöhr en de U-Bahn nog station Habichtstraße op het grondgebied van Barmbek-Nord.
Belangrijkste autoverkeersweg is de noord-zuid lopende Bramfelder Straße, tot 2005 deel van de B434.